# Чемпіонат Європи з біатлону 2018
Відкритий чемпіонат Європи з біатлону 2018 року (англ. IBU Open European Championships 2018) — це змагання спортсменів національних збірних, що відбулися з 24 по 28 січня 2018 року в італійському містечку Массерія (комуна Рачинес), розташованому в долині Валь-Ріданна (Південний Тироль). Там він відбувся вже втретє. Раніше відбувався у 1996 та 2011 роках.
Спортсмени (чоловіки та жінки) 36-ти національних збірних (серед яких навіть США, Канада, Бразилія, Австралія, Японія, Південна Корея), змагалися на трасі, розташованій на висоті 1400 метрів над рівнем моря.
Розіграно 8 комплектів медалей: по два у спринті, переслідуванні й індивідуальній гонці та по одній у змішаній та одиночній змішаній естафетах.

## Українські спортсмени
У складі національної збірної України на чемпіонаті виступили:
- Жінки: Ірина Варвинець, Юлія Журавок, Яна Бондар, Надія Бєлкіна, Ольга Абрамова, Марія Панфілова.
- Чоловіки: Артем Прима, Дмитро Підручний, Сергій Семенов, Олександр Жирний, Артем Тищенко, Руслан Ткаленко, Тарас Лесюк, Андрій Доценко.

## Загальний медалевий залік
| Місце | Країна    |   |   |   | Разом |
| ----- | --------- | - | - | - | ----- |
| 1     | Франція   | 2 | 2 | 1 | 5     |
| 2     | Україна   | 2 | 1 | 0 | 3     |
| 3     | Росія     | 1 | 2 | 2 | 5     |
| 4     | Норвегія  | 1 | 0 | 1 | 2     |
| 5     | Австрія   | 1 | 0 | 0 | 1     |
| 5     | Латвія    | 1 | 0 | 0 | 1     |
| 7     | Болгарія  | 0 | 1 | 1 | 2     |
| 8     | Чехія     | 0 | 1 | 0 | 1     |
| 8     | Італія    | 0 | 1 | 0 | 1     |
| 10    | Німеччина | 0 | 0 | 1 | 1     |
| 10    | Японія    | 0 | 0 | 1 | 1     |
| 10    | США       | 0 | 0 | 1 | 1     |
| РАЗОМ |           | 8 | 8 | 8 | 24    |

## Результати гонок чемпіонату
| Гонка                                                                                 | Чоловіки | Жінки |
| ------------------------------------------------------------------------------------- | --- | --- |
| Індивідуальна гонка 1. 24 січня 2018 Чоловіки: 20 км 2. 24 січня 2018 Жінки: 15 км    | 1. Фелікс Ляйтнер 53:32.8 (1) 2. Томаш Крупчик +43.0 (1) 3. Філіпп Хорн +56.6 (1) 4. Красімір Анев +1:00.9 (2) 5. Мартін Отченаш +1:25.3 (2) 6. Дмитро Абашев +1:31.8 (1) 7. Фаб'єн Клод +1:32.1 (2) 8. Флоріан Граф +1:37.7 (1) 9. Юрій Шопін +2:04.6 (0) 10. Антон Сінапов +2:20.0 (2) … 34. Сергій Семенов +4:15.9 (4) … 43. Руслан Ткаленко +4:55.7 (3) … 48. Тарас Лесюк +5:40.5 (3) … 60. Андрій Доценко +6:30.3 (4).                         | 1. Хлоя Шевальє 46:32.9 (1) 2. Алексія Рунггальдір +47.7 (0) 3. Вікторія Сливко +55.9 (0) 4. Юлія Журавок +56.4 (0) 5. Ірина Варвинець +1:07.6 (1) 6. Світлана Миронова +1:26.0 (3) 7. Надін Горхлер +1:50.7 (0) 8. Кая-Веєн Ніколайсен +2:12.3 (1) 9. Емма Нільссон +2:15.0 (1) 10. Каролін Горхлер +2:25.1 (2) … 19. Надія Бєлкіна +4:03.6 (2) … 29. Ольга Абрамова +5:24.0 (5) … 46. Яна Бондар +6:30.8 (6) … 64. Марія Панфілова +8:10.7 (6).               |
| Спринт 1. 26 січня 2018 Чоловіки: 10 км 2. 26 січня 2018 Жінки: 7,5 км                | 1. Андрейс Расторгуєвс 24:03.0 (1) 2. Олександр Логінов +5.5 (1) 3. Красімір Анев +24.5 (0) 4. Хавард Гютюбе Богетвейт +31.7 (0) 5. Артем Прима +38.6 (0) 6. Ветле Шостад Крістіансен +44.3 (0) 7. Фелікс Ляйтнер +47.3 (0) 8. Дмитро Підручний +47.9 (1) 9. Флоран Клод +52.2 (0) 10. Томаш Крупчик +59.0 (1) … 29. Сергій Семенов +1:35.7 (1) … 36. Руслан Ткаленко +1:46.0 (2) … 63. Артем Тищенко +2:26.2 (1) … 80. Андрій Доценко +2:50.8 (2). | 1. Ірина Варвинець 20:54.1 (0) 2. Хлоя Шевальє +12.5 (1) 3. Фуюко Татісакі +15.5 (0) 4. Вікторія Сливко +17.6 (0) 5. Каролін Горхлер +24.6 (0) 6. Анна Фроліна +25.7 (1) 7. Енора Латюльєр +25.8 (1) 8. Емілі Аахейм Калкенберг +30.0 (0) 9. Карін Обергофер +30.8 (1) 10. Івона Фіалкова +34.7 (2) … 16. Надія Бєлкіна +53.1 (1) … 23. Яна Бондар +59.9 (3) … 27. Ольга Абрамова +1:05.2 (1) … 42. Марія Панфілова +1:32.7 (0) … 44. Юлія Журавок +1:36.4 (0). |
| Гонка переслідування 1. 27 січня 2018 Чоловіки: 12,5 км 2. 27 січня 2018 Жінки: 10 км | 1. Олександр Логінов 32:22.1 (2) 2. Красімір Анев +27.6 (0) 3. Євген Гаранічев +1:10.7 (3) 4. Ветле Шостад Крістіансен +1:15.1 (3) 5. Томаш Крупчик +1:16.1 (1) 6. Сімон Фуркад +1:17.0 (2) 7. Фредрік Г'єсбакк +1:32.7 (1) 8. Дмитро Підручний +1:38.7 (4) 9. Лукаш Крістейн +1:42.1 (2) 10. Фелікс Ляйтнер +1:43.9 (4) … 12. Артем Прима +1:49.1 (4) … 40. Руслан Ткаленко +5:28.4 (7).                                                           | 1. Хлоя Шевальє 29:25.4 (0) 2. Ірина Варвинець +11.0 (1) 3. Жулі Сімон +43.2 (1) 4. Пауліна Фіалкова +52.3 (1) 5. Карін Обергофер +55.1 (2) 6. Фуюко Татісакі +1:01.2 (1) 7. Світлана Миронова +1:14.7 (4) 8. Байба Бендіка +1:22.5 (2) 9. Валерія Васнецова +1:28.8 (2) 10. Надін Горхлер +1:31.3 (2) 36. Яна Бондар +3:31.0 (5) 40. Ольга Абрамова +4:02.3 (6) 41. Марія Панфілова +4:08.0 (1).                                                               |
| Одиночна змішана естафета 1. 28 січня 2018 Жінки + Чоловіки: 1х6 + 1х7,5 км           | 1. Норвегія 35:39.6 (0+6) (Текла Брюн-Лі, Ветле Шостад Крістіансен) 2. Франція +8.6 (0+11) (Жулі Сімон, Емільєн Жаклен) 3. США +9.1 (0+10) (Сьюзен Данклі, Ловелл Бейлі) ... 12. Україна +1:41.2 (2+8) (Надія Бєлкіна, Сергій Семенов). | 1. Норвегія 35:39.6 (0+6) (Текла Брюн-Лі, Ветле Шостад Крістіансен) 2. Франція +8.6 (0+11) (Жулі Сімон, Емільєн Жаклен) 3. США +9.1 (0+10) (Сьюзен Данклі, Ловелл Бейлі) ... 12. Україна +1:41.2 (2+8) (Надія Бєлкіна, Сергій Семенов). |
| Змішана естафета 1. 28 січня 2018 Жінки + Чоловіки: 2×6 + 2×7,5 км                    | 1. Україна +1:11.40.1 (0+6) (Юлія Журавок, Ірина Варвинець, Артем Прима, Дмитро Підручний) 2. Росія +11.7 (0+9) (Вікторія Слівко, Анастасія Загоруйко, Євген Гаранічев, Олександр Логінов) 3. Норвегія +33.2 (0+4) (Емілі Аахейм Калкенберг, Кайя Вейєн Ніколайсен, Хавард Гютюбе Богетвейт, Фредрік Г'єсбакк) | 1. Україна +1:11.40.1 (0+6) (Юлія Журавок, Ірина Варвинець, Артем Прима, Дмитро Підручний) 2. Росія +11.7 (0+9) (Вікторія Слівко, Анастасія Загоруйко, Євген Гаранічев, Олександр Логінов) 3. Норвегія +33.2 (0+4) (Емілі Аахейм Калкенберг, Кайя Вейєн Ніколайсен, Хавард Гютюбе Богетвейт, Фредрік Г'єсбакк) |